# عرب شامیلوف
عرب شامیلوف (به کردی: عرب شمو، عه‌ره‌ب شه‌مو  Erebê Şemo) (۱۸۹۷-۱۹۷۸)، از رمان‌نویسان برجسته کُرد و ایزدی  بود.

## زندگی
شامیلوف در روستای سوسوز در نزدیکی شهر قارص در شرق ترکیه که آن زمان در قلمرو روسیه بود چشم به جهان گشود. در جریان جنگ جهانی یکم طی سال‌های ۱۹۱۴/۱۹۱۷ به عنوان مترجم برای ارتش روس کار می‌کرد. بعدها به عنوان عضو کمیته مرکزی حزب کمونیست ارمنستان انتخاب شد. در سال ۱۹۳۱ در دانشگاه لنینگراد با Qanate Kurdo آشنا می‌شود و در آنجا به نوشتن در عرصه ادبیات کردی می‌پردازد مقالاتش را در مورد زبان کردی آماده می‌کند و در ارمنستان به چاپ می‌رساند.

## آثار
- شبان کرد، (رومان، ۱۹۷۷)این رمان توسط ناهید اکبرزاده از کردهای کرمانج خراسان به فارسی ترجمه شده‌است؛ سال ۱۳۹۸ توسط دکتر محمد خضری اقدم به کردی سورانی ترجمه و توسط انتشارات مادیار چاپ شده است.
- دمدم، (رومان، انتشارات روژا نو ۱۹۸۳)
- ژیانا به‌خته‌وه‌ر، (رومان، انتشارات روژا نو ۱۹۹۰)
- هوپو، (رومان، انتشارات روژا نو ۱۹۹۰)